# 魏驥
魏驥（1374年—1472年），字仲房，为浙江承宣布政使司紹興府蕭山縣人（今浙江省杭州市蕭山區）。明朝政治人物。

## 生平

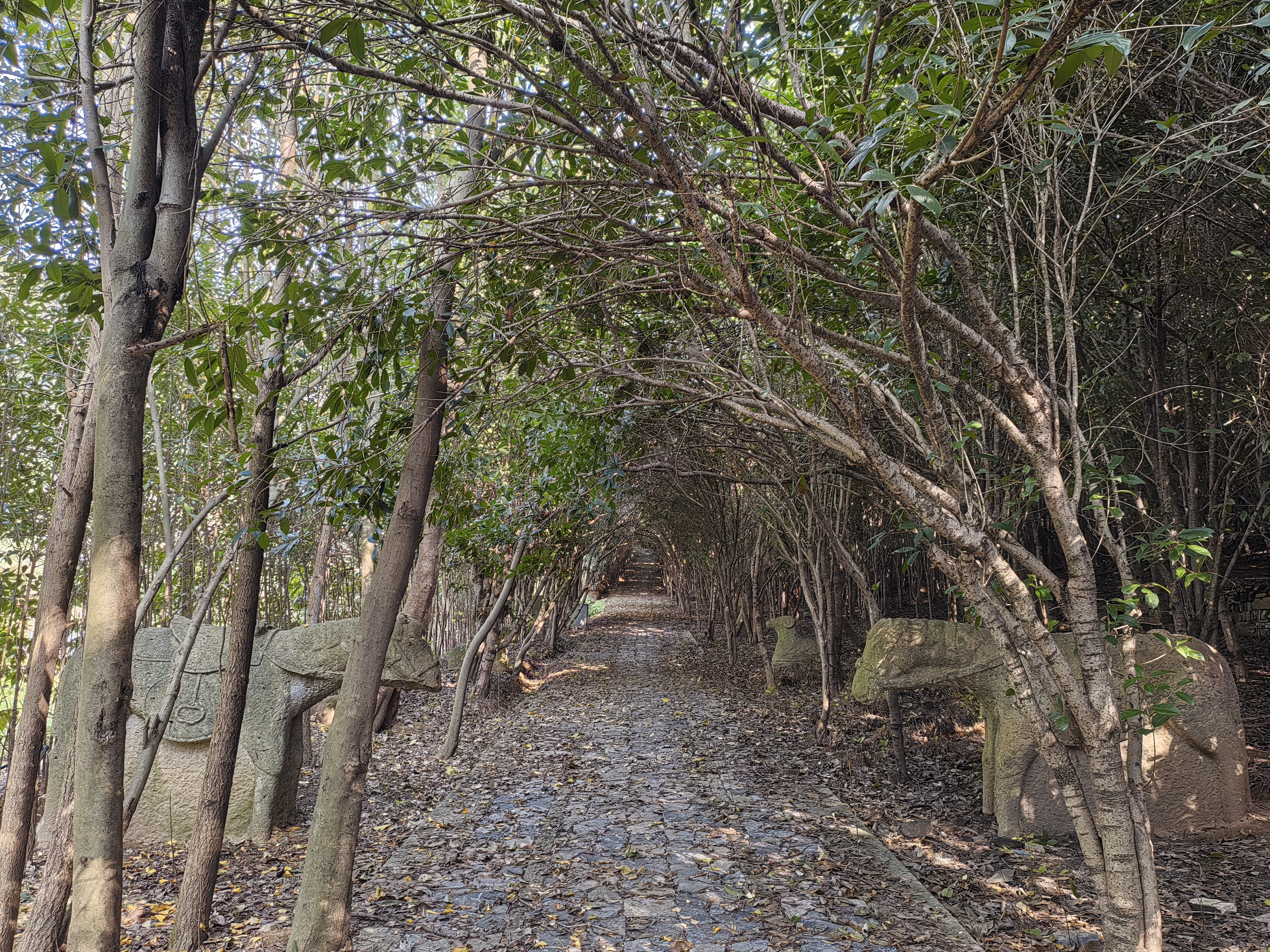
浙江省杭州市萧山区的魏骥墓

永樂三年（1405年）乙酉科舉人，永樂四年（1406年）會試中副榜，任松江府訓導。召修《永樂大典》。以師逵舉薦，還太常博士。
宣德初年，授吏部考功員外郎，歷南京太常寺少卿。正統三年（1438年），召試行在吏部左侍郎，逾年實授，巡撫蝗災所處。正統八年（1443年），改南京禮部尚書。以老請致仕。吏部尚書王直認為其未老，改為南京吏部侍郎。正統十四年，晋升南京吏部尚書。景泰元年（1450年）致仕。成化八年（1472年）卒，享年九十八歲。謚文靖。

## 著作
传世著作有《南斋前后集》、《理学正义》、《南斋摘稿》、《松江志》、《水利事实》、《水利切要》等。